# Europejski Komisarz ds. Stosunków Zewnętrznych i Europejskiej Polityki Sąsiedztwa
Europejski Komisarz ds. Stosunków Zewnętrznych i Europejskiej Polityki Sąsiedztwa – członek Komisji Europejskiej. Ostatnim komisarzem była Austriaczka Benita Ferrero-Waldner. Po wejściu w życie Traktatu lizbońskiego większość zadań komisarza ds. stosunków zewnętrznych przejął nowo powołany urząd Wysokiego przedstawiciela Unii do spraw zagranicznych i polityki bezpieczeństwa.
|    | Komisarz               | Lata      | Komisja                   |
| -- | ---------------------- | --------- | ------------------------- |
| 1  | Jean Rey               | 1958–1967 | Hallstein I, Hallstein II |
| 2  | Edoardo Martino        | 1967–1970 | Rey                       |
| 3  | Jean-François Deniau   | 1970–1973 | Malfatti, Mansholt        |
| 4  | Christopher Soames     | 1973–1977 | Ortoli                    |
| 4  | Wilhelm Haferkamp      | 1977–1985 | Jenkins, Thorn            |
| 6  | Willy De Clercq        | 1985–1989 | Delors I                  |
| 7  | Frans Andriessen       | 1989–1993 | Delors II                 |
| 7  | Hans van den Broek     | 1993–1995 | Delors III                |
| 8  | Leon Brittan           | 1995–1999 | Santer, Marín             |
| 9  | Chris Patten           | 1999–2004 | Prodi                     |
| 11 | Benita Ferrero-Waldner | 2004–2009 | Barroso I                 |